# Marvel Ultimate Alliance 3: The Black Order
Marvel Ultimate Alliance 3: The Black Order — ролевая игра в жанре «экшн» 2019 года, разработанная компанией Team Ninja и выпущенная Nintendo для Nintendo Switch. Это третья игра в серии Marvel: Ultimate Alliance, являющаяся продолжением Marvel: Ultimate Alliance 2006 года и Marvel: Ultimate Alliance 2 2009 года, а также первая игра Marvel, выпущенная Nintendo без участия Activision (поскольку у последней истёк срок действия лицензии на издание игр по мотивам Marvel Comics в 2014 и 2016 годах). По сюжету, супергерои собираются в новую команду, чтобы спасти вселенную от Таноса и его Чёрного Ордена, намеревающихся собрать шесть Камней Бесконечности.
Игра получила смешанные отзывы критиков, которые сочли игровой процесс и сюжетную линию по большей части увлекательными, но были разочарованы низким прогрессом по сравнению с предыдущими частями. По состоянию на декабрь 2019 года по всему миру было продано более 1 миллиона копий.

## Геймплей
Как и в случае с двумя предыдущими частями, The Black Order напоминает Dungeon Crawl с видом сверху и упором на кооператив. Четверо пользователей могут играть локально либо на одном экране с одной подключённой к док-станции системой Nintendo Switch, либо без неё с четырьмя системами, либо онлайн с друзьями или в лобби случайных игроков. Игроки выбирают четырёх персонажей, перекочевавших из американских комиксов Marvel, чтобы проходить линейные этапы, сражаться с врагами и побеждать боссов. Определённые баффы приобретаются при помощи комбинаций конкретных персонажей. Элементы управления каждого персонажа в основном идентичны: у каждого из них есть прыжок, лёгкая атака, сильная атака, уклонение, блок и четыре специальные способности. Специальные способности могут быть синхронизированы с тремя другими членами группы для усиления синергии, с особенно мощной атакой, если все четыре члена группы атакуют одновременно. Дополнительные персонажи открываются по ходу сюжета или дополнительным испытаниям Infinity Rift.
Прокачка персонажа осуществляется аналогично традиционным RPG, где члены группы повышают свой уровень за счёт победы над врагами и боссами. Помимо увеличения характеристик, к персонажам можно прикрепить баффы, экипировав кристаллы ISO-8. Также присутствует обширное древо навыков, позволяющее повышать характеристики героев посредством траты внутриигровой валюты.

## Синопсис
Сюжетно Marvel Ultimate Alliance 3: The Black Order представляет собой оригинальную историю, написанную специально для игры и не учитывающую события первых двух частей серии.
The Black Order черпает вдохновение из фильмов медиафраншизы «Кинематографическая вселенная Marvel» (КВМ), таких как «Мстители: Война бесконечности» и «Мстители: Финал», которые, в свою очередь, были основаны на сюжетной линии The Infinity Gauntlet 1991 года. Сюжет был написан таким образом, чтобы учесть большое количество персонажей и выделиться из КВМ, комиксов и других популярных медиа. Кроме того, игра базируется на других сюжетных линиях комиксов Marvel, таких как серия Guardians of the Galaxy 2008 года, Spider-Verse, New Avengers, Defenders 2017 года, Shadowland, Avengers: Ultron Unlimited, X-Men, Avengers/Defenders War, Inhumans, Ta-Nehisi Coates’s Black Panther, Uncanny Avengers, Illuminati, Avengers Assemble, Infinity, Doctor Strange: Damnation, X-Men: The Dark Phoenix Saga и Fantastic Four Джека Кирби.

### Сюжет
Безумный Титан Танос и его приспешники из группы Чёрный Орден - Корвус Глэйв, Проксима Миднайт, Эбони Мо, Кулл Обсидиан и Супергигант - пытаются собрать шесть Камней Бесконечности в целях завоевания галактики. Изначально они охранялись Небулой и Ронаном Обвинителем, однако затем, обнаружившие их Стражи Галактики в конечном итоге случайно наталкивают Чёрный Орден на след Камней. В отчаянии, Звёздный Лорд использует Камень Пространства, чтобы разбросать другие Камни по всей Земле, а также перенестись вместе со своими товарищами по команде в безопасное место. Когда Щ.И.Т. узнаёт о присутствии Стражей на Земле, Ник Фьюри-младший объединяет их и героев Земли, чтобы отыскать Камни Бесконечности. Объединив усилия они отнимают Камень Времени у Зловещей шестёрки во главе с Зелёным гоблином во время бунта в Рафте. Следующей целью становится Камень Разума, находящийся в распоряжении Альтрона, который атакует Башню Мстителей. Камень Силы попадает в руки Клуба Адского Пламени, а затем его забирает Братство мутантов, но герои успешно забирают и его. По пути они помогают Защитникам отнять кристалл ISO-8 у Кингпина и сталкиваются с Рукой в Стране Теней. Впоследствии герои пресекают попытку государственного переворота Максима Безумного в городе Нелюдей Аттилан и заключают непростые союзы с Веномом, Братством, Локи и незаконнорожденным сыном Таноса Тейномом.
Когда Чёрный Орден находит их в Ваканде, Тейн отдаёт им Камни Бесконечности и сдаётся в плен, чтобы обеспечить безопасность героев, однако Проксима Миднайт телепортирует их в Асгард, где они сталкиваются с Хелой и Суртуром, а также с ГИДРОЙ во главе с Красным Черепом. Затем Один переносит героев на Забвение, где Чёрный Орден ведёт войну с Корпусом Нова. Герои сражаются с Чёрным Орденом и им удаётся вернуть большую часть Камней, однако, во время финального столкновения, их останавливает Тейн с помощью Камня Времени. В то время как Тейн теряется, пытаясь выбрать сторону, Танос атакует его в спину и помещает Камни Бесконечности в свою Перчатку Бесконечности. Тем не менее, Тейн, которого извратила сила Камней, забирает у него Перчатку и использует силу Камней Бесконечности, чтобы надеть Доспехи Бесконечности, планируя убить своего отца и героев, чтобы доказать своё превосходство над ними.
Герои переносятся в Сердце Бесконечности в центре вселенной, где когда-то были выкованы Камни Бесконечности, и помогают Таносу остановить неконтролируемого Тейна. Танос раскрывает, что сила Доспехов Бесконечности слишком велика для любого смертного существа, даже самого Таноса, и вытаскивает перчатку из руки Тейна, заставляя обоих исчезнуть и оставить героев и Камни Бесконечности позади. Затем Эбони Мо пытается забрать Камни Бесконечности себе, но его арестовывают Ричард Райдер и Корпус Нова. Райдер заявляет о своём намерении посадить его и остальную часть Чёрного Ордена в тюрьму в Килне. Герои утверждают, что они будут готовы на случай возвращения Таноса, и соглашаются разделить Камни Бесконечности, скрывая их в далеких уголках вселенной для хранения.
В сцене после титров над Сердцем Бесконечности появляется пара глаз.

#### Тень Дума
Через некоторое время после исчезновения Таноса и Тейна, Доктор Дум нападает на Ваканду в поисках Камня Души, который охраняет Чёрная пантера. Герои воссоединяются, чтобы остановить его, однако Дум переносит их в Негативную Зону, чтобы он мог беспрепятственно осуществить свой замысел. На героев нападают местные насекомо-подобные обитатели измерения, но их спасает Фантастическая четвёрка. Квартет присоединяется к остальным героям, чтобы найти Аннигилуса, правителя Негативной Зоны. После победы над ним герои получают его Космический жезл и используют его, чтобы покинуть Негативную Зону.
Герои попадают в Латверию, обнаружив, что многие из её жителей были поглощены Камнем Души. Они направляются в Замок Дума, владелец которого раскрывает, что при помощи душ он намеревается воскресить Целестиала. Герои побеждают Целестиала, однако Дум использует космическую силу Камня Души, чтобы превратиться в Бога Императора Дума. Герои в конечном итоге одерживают победу над Думом, освобождая души граждан Латверии. Мистер Фантастик заявляет, что планы Дума были направлены на защиту вселенной от неизвестных сущностей, пробудившихся в результате столкновения Таноса и Тейна, и герои готовятся вновь объединиться против новой угрозы.

### Игровые персонажи
В игре присутствуют персонажи из различных медиа Marvel, включая комиксы, КВМ и анимацию с точки зрения визуального дизайна, состава команды и актёров озвучивания, не ограничиваясь одним конкретным источником по сравнению с некоторыми предыдущими играми, такими как Marvel vs. Capcom: Infinite, Lego Marvel Super Heroes 2 и Lego Marvel’s Avengers. По большей части в игре присутствуют члены Мстителей, Стражей Галактики, Людей Икс, Нелюдей, Защитников, Героев по найму, Рыцарей Marvel, Людей-пауков и Сыновей полуночи. Члены Фантастической четвёрки и некоторые участники Рыцарей Marvel и Людей Икс, включая одного скрытого финального персонажа, становятся доступны при приобретении платного DLC. Также с выходом бесплатного обновления были добавлены два дополнительных персонажа Людей Икс.
- Чёрная пантера
- Чёрная вдова
- Блэйдa
- Кейблa
- Капитан Америка
- Капитан Марвел
- Колоссb
- Кристалл
- Циклопb
- Сорвиголова
- Дэдпул
- Доктор Думca
- Доктор Стрэндж
- Дракс Разрушитель
- Электраc
- Эльза Бладстоун
- Сокол
- Гамбитa
- Гамора
- Призрачный гонщик
- Соколиный глаз
- Халк
- Человек-факелa
- Человек-лёдa
- Невидимая ледиa
- Железный Кулак
- Железный человек
- Локиc
- Люк Кейдж
- Магнетоc
- Майлз Моралесc
- Мистер Фантастикa
- Лунный рыцарьa
- Морбиусca
- Мисс Марвелc
- Ночной Змей
- Фениксcad
- Псайлок
- Карательa
- Ракета и Грут
- Алая Ведьма
- Гвен-паукc
- Человек-паук
- Звёздный Лорд
- Шторм
- Танос
- Танос (Бесконечность)ca
- Существоa
- Тор
- Веномc
- Оса
- Росомаха

↑  После приобретения DLC

↑  После бесплатного обновления

↑  Также является боссом

↑  Тёмный Феникс является DLC-персонажем и выступает альтернативным костимом Феникса

## Разработка
The Black Order была анонсирована на The Game Awards 2018. Релиз игры состоялся 19 июля 2019 года. На E3 2019 было объявлено о выходе DLC, включающем сюжетные миссии, режимы и персонажей из комиксов Marvel Knights, X-Men и Fantastic Four. На San Diego Comic Con 2019 среди дополнительных персонажей были заявлены Колосс и Циклоп из Людей Икс, которые стали доступны для игры после бесплатного обновления 30 августа 2019 года, а также были раскрыты другие четыре персонажа из DLC Curse of the Vampire, выход которого состоялся 30 сентября 2019 года. Содержимое DLC Rise of the Phoenix было подробно описано на The Game Awards 2019, включая дату выхода 23 декабря 2019 года. Выход DLC Shadow of Doom, включающего в себя новую историю, действие которой происходит после окончания основной кампании, состоялся 26 марта 2020 года.

## Критика
| Сводный рейтинг       | Сводный рейтинг |
| Агрегатор             | Оценка          |
| --------------------- | --------------- |
| GameRankings          | 72,78 %         |
| Metacritic            | 73/100          |
| Иноязычные издания    |                 |
| Издание               | Оценка          |
| Destructoid           | 7/10            |
| Game Informer         | 7/10            |
| GameSpot              | 8/10            |
| GamesRadar+           | [ 16 ]          |
| IGN                   | 7,8/10          |
| Nintendo Life         | [ 18 ]          |
| Nintendo World Report | 7,5/10          |
| USgamer               | [ 20 ]          |

Marvel Ultimate Alliance 3: The Black Order имеет средний балл 73 / 100 от агрегатора обзоров Metacritic, что указывает на смешанный приём. В своём обзоре Том Маркс из IGN назвал игру «лакомым куском как при одиночном прохождении, так и при совместном прохождении с друзьями». Крис Картер из Destructoid отметил: «Многое можно было улучшить, однако мне было весело играть в Marvel Ultimate Alliance 3: The Black Order». Исполнительный редактор Game Informer Эндрю Райнер заявил, что в игре были приятные моменты, но в то же время были и случаи, когда  «всё разваливалось», присвоив проекту рейтинг 7/10. Рецензент из Nintendo Life Дом Рези-Линкольн назвал игру «весёлой», однако также отметил, что «она не показывает ничего особенно нового или выдающегося», дав ей «великую» оценку 8 / 10. Джейкоб Крол из CNN охарактеризовал игру как «приятный по всем параметрам образец с небольшими недостатками».
Это была 6-я самая продаваемая игра в течение первой недели продаж в Японии, когда было продано 9424 копии. В августе 2019 года NPD Group опубликовала статистику наиболее продаваемых игр в США в период с июля 2019 года, где The Black Order заняла 4-е место в рейтинге, уступая Super Mario Maker 2, Fire Emblem: Three Houses и Madden NFL 20. По состоянию на декабрь 2019 года игра была продана тиражом 1,02 млн копий по всему миру.